# گوچی

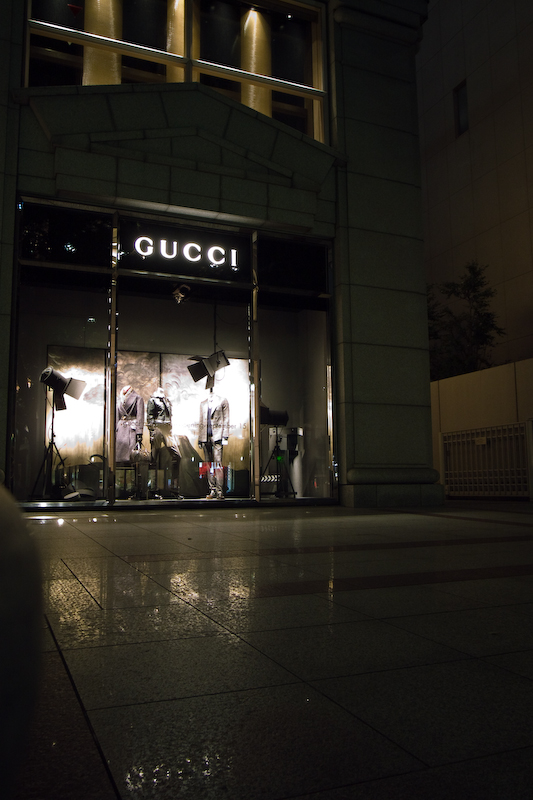
یکی از فروشگاه‌های گوچی

گوچی (به ایتالیایی: Gucci)، نشان بازرگانی ایتالیایی در صنعت مد و کالاهای چرمی است، که متعلق به گروه گوچی می‌باشد .
شرکت گوچی در سال ۱۹۲۱ توسط گوچیو گوچی، تأسیس شد. امروزه دفتر مرکزی این شرکت، در شهر فلورانس، ایتالیا قرار دارد.
بر پایه آمار مجله بلومبرگ بیزینس‌ویک در سال ۲۰۰۸ میلادی شرکت گوچی درآمدی در حدود ۴٬۲ میلیارد یورو داشته‌است. برند گوچی همچنین در سال ۲۰۰۹، بر اساس اطلاعات مؤسسه اینتربند، به مقام چهل‌ویکم در جدول ۱۰۰ نام تجاری برتر صعود کرد. گوچی پرفروش‌ترین نام تجاری ایتالیایی نیز می‌باشد. این شرکت ۲۷۸ نمایندگی مستقیم (بوتیک) در سراسر جهان دارد.

## تاریخچه
گوچی یکی از برندهای لوکس برجسته در جهان برای نوآوری در مد و تولیدات بی عیب و نقص، با کیفیت ایتالیایی است.
از سال ۱۹۲۱ که گوچیو گوچی (Guccio Gucci) شرکت را در فلورانس تأسیس کرد، هدف آن شناساندن شکوه، زرق و برق و کیفیت محصولات ساخت ایتالیا برای مردان و زنان بود. گوچی پوشاک آماده، کیف دستی، اجناس چرمی کوچک، اکسسوری‌های سفری، کفش، جواهرات اعلا، ساعت، عینک، عطر گوچی و لوازم آرایشی تولید می‌کند.
هر محصول تولید گوچی حاصل نزدیک به یک قرن تجربه کیفی صنعتگران و طراحی‌های بی‌رقیب و غیرقابل مقایسه است.
با ورود به قرن جدید، مسئولیت‌های سازمانی گوچی قوی‌تر و جدی‌تر شد. از توسعه پایدار به انسان دوستی، گوچی به نقش خود در اجتماع پایبند است.
شرکت با کسب داوطلبانه گواهی SA800 تمرکز خود را بر شرایط و شیوه‌های کاری قرار داد. همچنین با شرکت در طرح‌های بشردوستانه، به پشتیبانی از هنر و همچنین حقوق زنان و کودکان پرداخت.
از سال ۲۰۰۵ و در پی یک توافق بلند مدت با یونیسف، شرکت متعهد شد نزدیک به ۲۰ میلیون دلار را برای حمایت از برنامه‌های سازمان در امور زنان و کودکان قاره‌های آسیا و آفریقا اختصاص دهد.
در سال ۲۰۱۳ گوچی نوای تغییر (Chime for Change) را ایجاد کرد؛ گامی جهانی برای آگاه‌سازی در زمینه توانمند کردن زنان و دختران.
گوچی همچنین در همکاری با Kering Corp می‌کوشد با خشونت علیه زنان مقابله کند.
در بخش فرهنگی، شرکت همکاری نزدیکی با بنیاد فیلم مارتین اسکورسیزی (The Film Foundation) برای سرمایه‌گذاری روی محصولات با کیفیت سینمایی مانند La Dolce Vita و Once upon a time in America دارد.

## در فرهنگ مردم‌پسند

### فیلم‌ها
در نوامبر ۲۰۱۹، ریدلی اسکات، فیلمساز، فیلم خانه گوچی را معرفی کرد که فیلمی درباره سلسله گوچی با  با بازی لیدی گاگا در نقش پاتریتسیا رجانی و آدام درایور در نقش مائوریتزیو گوچی است. خانه گوچی اولین نمایش جهانی خود را در میدان Odeon Luxe Leicester Square در لندن در ۹ نوامبر ۲۰۲۱ انجام داد. اسکات در ابتدا این طرح را در سال ۲۰۰۷ اعلام کرد. در سال ۲۰۰۰، مارتین اسکورسیزی نیز اعلام کرده بود که قصد دارد فیلمی درباره خانواده گوچی بسازد.

### رکوردهای جهانی گینس
- ۱۹۷۴: ساعت گوچی مدل ۲۰۰۰ رکورد فروش بیش از یک میلیون دستگاه را در دو سال شکست.
- ۱۹۹۸: شلوار جین «گوچی جینز» رکورد گران ترین شلوار جین را شکست. این شلوار جین مضطرب، پاره شده و با مهره های آفریقایی پوشانده شده بود و به قیمت ۳۱۳۴ دلار آمریکا در میلان به فروش رسید.[۴]

## اختلافات
در آوریل ۲۰۱۶، نهاد استانداردهای تبلیغاتی بریتانیا تبلیغ ویدیوی آنلاین گوچی را به دلیل حضور یک مدل "بیماری‌آورانه لاغر" در آن ممنوع کرد.
در فوریه ۲۰۱۹، گوچی یک سویشرت با یقه باز و دهان قرمز بازوهای بریده را که به یک لباس صورت نمایی سیاه تشبیه شده بود، از رفت و آمد فروشگاه‌های خود حذف کرد، پس از اینکه به یک لباس صورت نمایی سیاه مقایسه شده بود. الساندرو میشله به این موضوع پاسخ داد که الهام او از لی بوری زیباپرده فشن گرفته شده بود اما از نحوه تفسیر آن پوزش کرد. برای رفع این مشکل، گوچی برنامه تحصیلی "برنامه متحولان گوچی شمال آمریکا" را راه‌اندازی کرد که به افزایش تنوع در صنعت مد با صندوق سالیانه ۵ میلیون دلاری برای حمایت از موسسات غیرانتفاعی و برنامه‌های مبتنی بر جامعه مرتبط با "جوامع سیاه‌پوست و جوامع با پوست متنوع" اختصاص داد. در مه ۲۰۱۹، جامعه سیکها در هند انتقاداتی را به گوچی مطرح کرد و نسبت به سوءاستفاده فرهنگی این برند از یک مورد مذهبی به نام طیبان به قیمت ۸۰۰ دلار هر عدد اعتراض کرد. در ژوئیه ۲۰۱۹، گوچی یک رئیس جهانی تنوع منصوب کرد تا به مسائل جدیدتر برند در زمینه تنوع فرهنگی پاسخ دهد. در اکتبر ۲۰۱۹، گوچی برنامه تحصیلی ۱.۵ میلیون دلاری برای دانشجویان آمریکایی که به طور سنتی در صنعت مد نمایندگی نمی‌شوند، راه‌اندازی کرد.
در ماه مه ۲۰۱۹، Kering به پرداخت تسویه مالی ۱.۲۵ میلیارد دلاری به ادارات مالی ایتالیا پس از عدم انطباق مالی گوچی در دوره مالی ۲۰۱۱-۲۰۱۷ پیش‌تر از این موافقت کرد.
در یک نمایش در سپتامبر ۲۰۱۹ که شبیه به یک دفیله بیماران روانی بود، مدل کت‌وکفش آیشا تان جونز دست‌های خود را بالا برد و "سلامت روانی مد نیست" را بر آن نوشت، اعتراضی به استفاده نامناسب برند از تصاویر بیماری‌های روانی بود.